# FAMAE SAF
A FAMAE SAF é uma pistola-metralhadora (Portugal)/submetralhadora (Brasil) produzida, desde 1996, pela FAMAE, empresa estatal de armamento do Chile. Além das forças armadas e de segurança do Chile, a arma está ao serviço de diversos outros países.
A SAF funciona por recuo, operando com a culatra fechada. Baseia-se na espingarda automática suíça SIG 540, fabricada sob licença pela FAMAE na década de 1980. Basicamente o projecto consiste na versão curta da SG 540 com a culatra substituída.

## Serviço em Portugal
A FAMAE SAF tornou-se a pistola-metralhadora padrão da Guarda Nacional Republicana e dos Serviços Prisionais.

## Versões
SAF 9 de coronha fixa;
SAF 9 de coronha rebatível;
SAF 9 de coronha rebatível com silenciador integral;
Mini-SAF 9: versão compacta

## Ver Operadores
- Brasil: Em serviço com a Polícia Rodoviária Federal e a Polícia Militar do Estado de São Paulo.
- Chile: Em serviço com as Forças Armadas do Chile e a polícia.[2][3]
- El Salvador: Serviço na Polícia Nacional Civil.[4]
- Portugal: Em serviço com a Guarda Nacional Republicana e Serviços Prisionais.[5]